# Aloe brevifolia
Aloe brevifolia là một loài thực vật có hoa trong họ Măng tây.ày được Mill. mô tả khoa học đầu tiên năm 1771.

## Hình ảnh

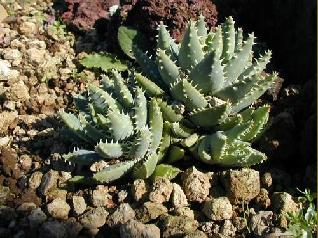
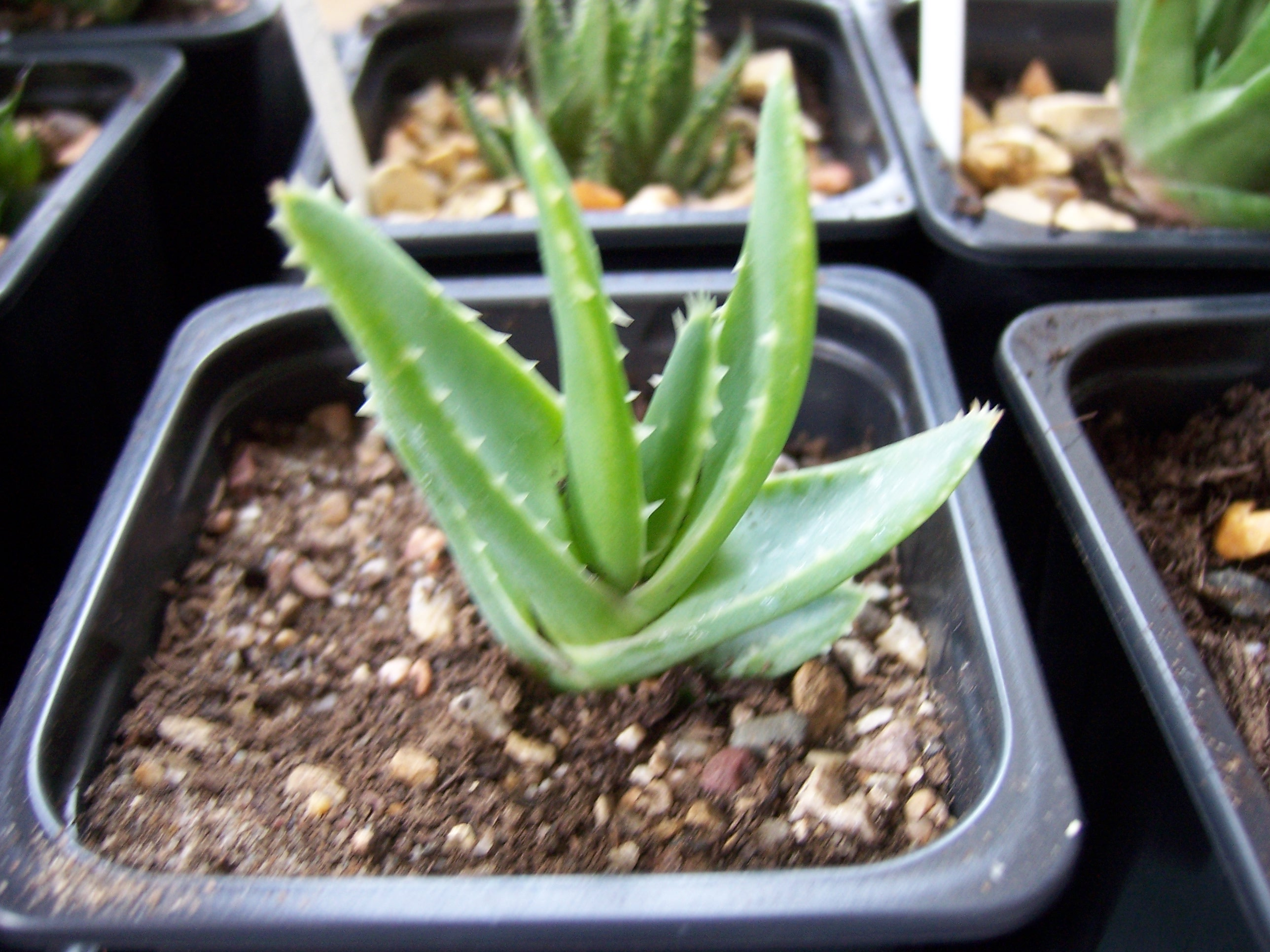
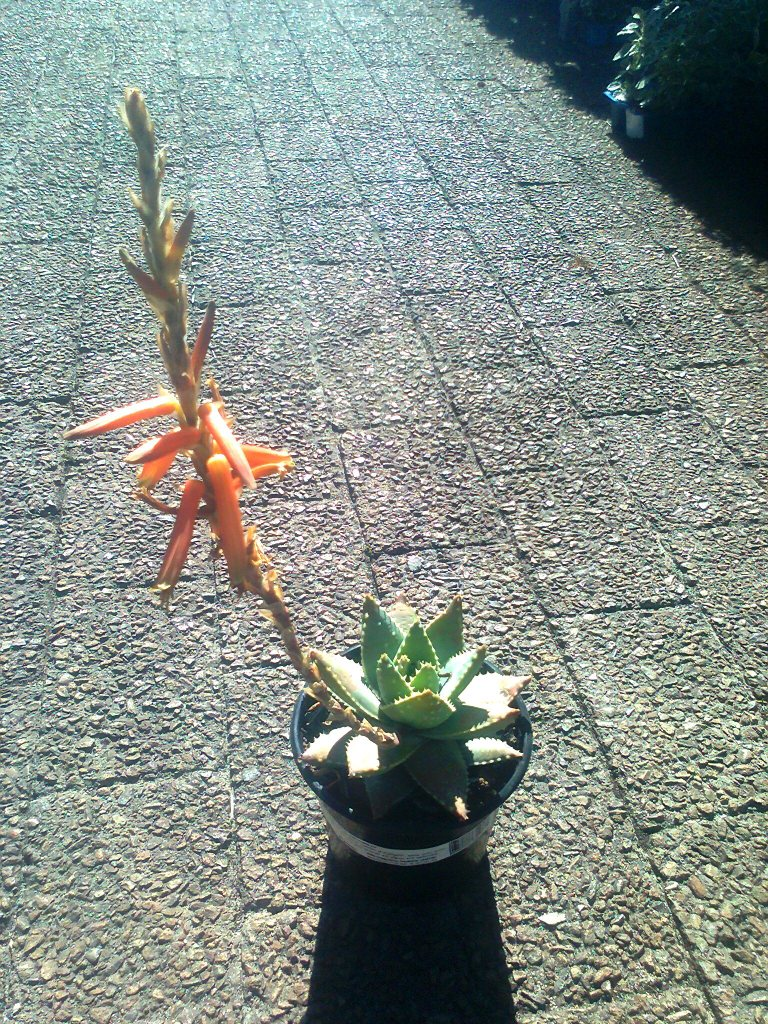
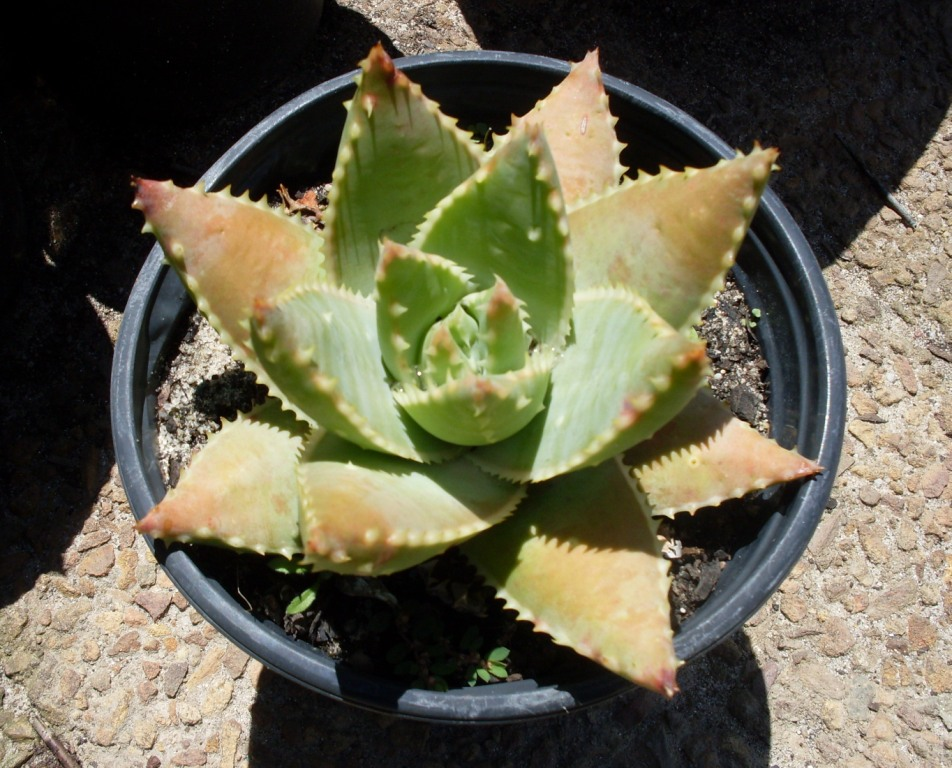